# Scarus coeruleus
Scarus coeruleus és una espècie de peix de la família dels escàrids i de l'ordre dels perciformes.

## Morfologia
Els mascles poden assolir els 120 cm de longitud total.

## Distribució geogràfica
Es troba des de Maryland (Estats Units), Bermuda i les Bahames fins a Rio de Janeiro (Brasil), incloent-hi les Índies Occidentals. Absent del nord del Golf de Mèxic.